# Плавунець каймистий
Плавунець каймистий (Dytiscus circumcinctus) — вид водних жуків родини плавунців (Dytiscidae).

## Поширення
Голарктичний вид. Поширений в Європі, Північній Азії та Північній Америці.